# Grb Občine Križevci
Grbovni ščit je razdeljen na dve polji. Zgornjo predstavlja s svojo sončno rumeno barvo bogastvo pšeničnih polj. V tem zlatem polju je črni konj kasač, ki vrlega Prleka spremlja pri delu, razvedrilu, snovanju družine in drugih opravil. Drugo spodnje polje je zelene barve in simbolizira tukajšnjo pokrajino, posejano s travniki, njivami in gozdovi. Iz dna zelenega polja rasejo v zlatu trije žitni klasi. Zrna v klasih povedo, da sestavlja občino 16 vasi. Srednji list je klični list in simbolizira željo, da bi se tem vasem pridružil še kdo. Na delilni črti je zelen in zlati ločni križ s prisekanima vertikalnima krakoma. Ta upodobitev simbolizira križ in križišče. Križ predstavlja domačo župnijo sv Križa, črte pa ceste, ki povezujejo občino s sosednjimi občinami ter omogočajo sodelovanje z njimi na raznih področjih.
Grb je upodobljen na deljenem ščitu poznogotskega stila in je sanitske oblike. Delilno črto oklepaa ločni križ, v katerem ima vsak od štirih krakov debelino1/50 ščitove širine. Zgornja dva zelena kraka sta v zgornjem zlatem polju, spodnja dva zlata kraka pa v spodnjem, zelenem polju. Oba vertikalna kraka sta prisekana, da je njun razpon 1/5 ščitove višine. V zlatem polju zgoraj je črn konj v kasu. Spodaj iz kota ščitovega dna rasejo pahljačasto v zeleno polje trije zlati žitni listi, izmenično z dvema zlatima žitnima klasoma. Vršiča desnega in levega lista sta zapognjena nazven.